# Mathys Tel
Mathys Henri Tel (* 27. April 2005 in Sarcelles) ist ein französischer Fußballspieler. Der Stürmer steht seit Februar 2025 bei Tottenham Hotspur unter Vertrag.

## Karriere

### Vereine

#### Jugend
Tel begann seine fußballerische Ausbildung 2012 bei JS Villiers-le-Bel. 2016 folgte der Wechsel in die Jugendmannschaft des Paris FC, für die er lediglich ein Jahr spielte. Anschließend stand er drei Jahre lang bei den beiden Amateurvereinen AS Jeunesse Aubervilliers und Montrouge FC 92 unter Vertrag. 

#### Stade Rennes
Im Juli 2020 wechselte er in die Jugendakademie von Stade Rennes. Dort kam er im August 2020 im Alter von 15 Jahren zu einem Einsatz für die U19 in der UEFA Youth League. Am 15. August 2021 (2. Spieltag) debütierte er beim 1:1-Unentschieden im Auswärtsspiel gegen Stade Brest für die Profis in der Ligue 1, als er in der 85. Minute für Benjamin Bourigeaud eingewechselt wurde. Im folgenden Monat gab er dann auch sein Debüt in der Gruppenphase der UEFA Europa Conference League; beim 2:2 im Heimspiel gegen Tottenham Hotspur wurde er in der 90. Minute für Serhou Guirassy eingewechselt.

#### FC Bayern München
Zur Saison 2022/23 wechselte Tel zum FC Bayern München. Am 31. August 2022 erzielte er bei seinem Startelf-Debüt im DFB-Pokal bei FC Viktoria Köln das zwischenzeitliche 0:2 und avancierte so mit 17 Jahren und 126 Tagen zum bisher jüngsten Pflichtspieltorschützen in der Geschichte des FC Bayern München. Bei seinem Bundesligastartelf-Debüt am 10. September 2022, beim 2:2-Unentschieden im Heimspiel gegen den VfB Stuttgart, erzielte er mit dem 1:0-Führungstreffer in der 36. Minute sein erstes Tor und löste im Alter von 17 Jahren und 136 Tagen damit Jamal Musiala als jüngsten Torschützen des FC Bayern München ab. Damit ist er aktuell auf Platz 4 der jüngsten Torschützen in der Bundesligageschichte. Am 20. September 2023 erzielte Tel im Heimspiel gegen Manchester United sein erstes Champions-League-Tor.
Während Tel in seiner ersten Saison 2022/23 in insgesamt 28 Partien (5 Tore) zum Einsatz kam und unter Trainer Thomas Tuchel in der Spielzeit 2023/24 in 41 Einsätzen zehn Tore erzielen konnte, wurde er 2024/25 vom neuen Trainer Vincent Kompany nur noch seltener eingesetzt. In der Hinrunde spielte er weniger als 500 Minuten in allen Wettbewerben; seine Vertragslaufzeit endet mit Ablauf des 30. Juni 2029.

#### Tottenham Hotspur
Um ihm mehr Spielpraxis zukommen zu lassen, wurde Tel Anfang Februar 2025 bis zum Ende der Saison 2024/25 an den englischen Erstligisten Tottenham Hotspur verliehen. Teil der Leihvereinbarung ist eine Kaufoption für eine Ablöse von 55 Millionen Euro. Er kam unter Ange Postecoglou auf 13 Ligaeinsätze, stand elfmal in der Startelf und erzielte zwei Tore. Die Mannschaft belegte in der Premier League nur einen enttäuschenden 17. Platz (erster Nicht-Abstiegsplatz). Jedoch konnte man die Europa League gewinnen. Tel kam dabei fünfmal zum Einsatz, allerdings nicht im Finale.
Vor der Saison 2025/26 zog Tottenham Hotspur die Kaufoption und stattete Tel mit einem Vertrag bis zum 30. Juni 2031 aus.

### Nationalmannschaft
Der Stürmer bestritt 2021 sechs Testspiele für die französische U18-Nationalmannschaft, in denen er fünf Tore erzielte. Am 22. Februar 2022 debütierte Tel in der U17-Auswahl, die gegen die U17-Nationalmannschaft Dänemark mit 3:0 gewann. Bei der Europameisterschaft 2022 trug er in sechs Länderspielen mit drei Toren zum Titelgewinn bei.
Im Oktober 2023 nominierte Nationaltrainer Thierry Henry Tel für die U21-Nationalmannschaft. Er debütierte am 13. Oktober gegen Bosnien, vier Tage später erzielte er in der Partie gegen Zypern seine ersten beiden Tore in der dieser Altersklasse. Im Juni 2024 gehörte Tel dem vorläufigen Aufgebot der französischen Olympiaauswahl (U23) für die Olympischen Sommerspiele 2024 in Paris unter Trainer Henry an. Aufgrund der Überschneidung des Turniers mit der Saisonvorbereitung verweigerte der FC Bayern München Tel jedoch letztendlich die Teilnahme.
Tel nahm mit der französischen U21 an der Europameisterschaft 2025 teil und erreichte dort mit seinem Team das Halbfinale. Der FC Bayern hatte im Vorfeld in Absprache mit dem Spieler darauf verzichtet, ihn für die FIFA-Klub-Weltmeisterschaft 2025 zu nominieren.

## Titel
Verein
- Europa-League-Sieger: 2025 (Tottenham Hotspur)
- Deutscher Meister (2): 2023, 2025 (beide FC Bayern München)

Nationalmannschaft
- U17-Europameister: 2022